# Buslijn 351
Buslijn 351 Brussel - Kortenberg - Everberg - Leuven is een busverbinding tussen Brussel en Leuven, die ook Meerbeek en Everberg bedient. Lijn 318 geeft in sommige gevallen een snellere verbinding naar Brussel. Lijn 351 rijdt echter, net zoals lijn 358 de hele dag en ook tijdens het weekeinde.

## Pachter
De ritten worden verzorgd door STACA, een pachter in Kortenberg.

## Geschiedenis

### 1998
Op 24 mei 1998 werd Lijn 358 opgesplitst in de lijnen 351, 352 en 358. 351 en 352 reden initieel slechts tot Kortenberg. De frequentie wordt 2 bussen per uur tijdens de daluren en 4 bussen per uur tijdens de piekuren. Toen werd de reisweg via het Sint-Jacobsplein in gebruik genomen.

### 2000
Op 30 december werd de frequentie op zaterdagen tussen 12 en 18u verdubbeld op het traject tussen Sterrebeek en Leuven.

### 2002
Sinds 28/9/2002 werden de lijnen 351 en 352 resp. doorgetrokken tot Brussel Noordstation en Kraainem Metro. In Kortenberg werd een overstaphalte gebouwd om comfortabel tussen de 3 lijnen te kunnen overstappen. Er werden eveneens busbanen gepland op de Leuvensesteenweg. In de richting van Leuven van het bedrijf D'Ieteren tot op de rotonde van de Zavelstraat en in de richting van Brussel van D'Ieteren tot de Prinsendreef in Kortenberg.

### 2003
Sinds 4 mei 2003 werd het gebruik van de bus binnen Kortenberg gratis met de gemeente Kortenberg als derdebetaler.

### 2005
In 2005 besloot De Lijn tot groot ongenoegen van de bewoners van Schaarbeek om de bussen niet meer via het Bremerplein te laten rijden, toen de werken om dit plein her aan te leggen voltooid waren.
Op 23 maart 2005 werd op vraag van Brussels minister voor Mobiliteit Pascal Smet (SP.A) het traject via het Bremerplein voor bus 358 weer in gebruik genomen. Bus 351 blijft langs de Leuvensesteenweg en de Kleine Ring rijden.

### 2009
Sinds 13 december 2009 bedient lijn 351 ook Madou.

## Route
- Dynamische kaart op Openstreetmap met mogelijkheid tot inzoomen, omgeving bekijken en export als GPX

## Externe verwijzingen
- haltelijst
- routeplan
- Website De Lijn